# Auguste Hauschnerová
Auguste Hauschner, rodným jménem Auguste Sobotka (12. února 1850, Praha – 10. dubna 1924, Berlín), byla německá spisovatelka židovského původu, která publikovala také pod pseudonymem Auguste Montag. Je považována za důležitou představitelku i předchůdkyni německy píšících autorů z Prahy. Ve svém díle se často zabývala společensko-kritickými tématy.

## Život
Auguste Sobotka se narodila 12. února 1850 (některé prameny uvádějí rok 1852) v zámožné pražské židovské rodině jako jedno ze šesti dětí továrníka a statkáře Salomona Sobotky (1807–1880). Základní vzdělání jí poskytli domácí učitelé, pak byla na čtyři roky poslána na internát "Jesenius" v Berlíně. Po svém návratu do Prahy se v roce 1871 provdala za Benno Hauschnera (ca 1839–1890), který vlastnil továrnu na výrobu bot, ve skutečnosti se však toužil stát malířem. Uprostřed sedmdesátých let se společně odstěhovali do Berlína. Auguste Hauschnerová se od mládí zajímala o umění, hrála na klavír, a od osmdesátých let psala komedie, které byly uváděny také v Praze a ve Vídni. Po smrti jejího manžela v roce 1890 se z jejich bytu v ulici Am Karlsbad 25 v tehdejším městském obvodu Tiergarten stal významný společenský salón pro představitele berlínského uměleckého světa. Do salónu docházeli vedle jejího bratrance, filozofa a spisovatele, Fritze Mauthnera, také Gustav Landauer, Maximilian Harden, Max Liebermann a Max Brod. Vedla rovněž čilou korespondenci s Romainem Rollandem, Arthurem Schnitzlerem, Ludwigem Thomou, Thomasem Mannem, Stefanem Zweigem, Martinem Buberem a s dalšími osobnostmi. Hauschnerová v té době napsala řadu novel a románů, v nichž se jako jedna z prvních spisovatelek zabývala otázkami společenského postavení žen a židovské identity. Od počátku byla odpůrkyní světové války a přesvědčenou pacifistkou. Podporovala socialistická, anarchistická i feministická hnutí a projekty. Auguste Hauschnerová zemřela 10. dubna 1924 v Berlíně, její hrob je na židovském hřbitově ve Weißensee v obvodu Pankow.

## Dílo
Za nejvýznamnější dílo Auguste Hauschnerové je považován román Die Familie Lowositz, jehož první svazek vyšel v roce 1908. V něm popsala život jedné pražské židovské rodiny na pozadí vzrůstajícího národnostního napětí mezi Čechy a Němci. Mnohé motivy a témata zde již předjímají další směřování pražské německé literatury. Tento román, na který navazuje druhý svazek pod názvem Rudolf und Camilla z roku 1910, je považován za pronikavou (autobiograficky laděnou) sondu do prostředí pražských německy hovořících židovských elit. Novela Der Tod des Löwen potom bývá označována za velmi zdařilé literární ztvárnění setkání Rudolfa II. s rabi Löwem a legendárního příběhu o Golemovi.
- Doktor Ferenczy und andere Novellen (1895)
- Die Unterseele (1898)
- Lehrgeld (1899)
- Frauen unter sich : Zwölf Gespräche (1901)
- Daatjes Hochzeit : Novelle (1902)
- Kunst : Roman (1904)
- Die sieben Naturen des Dichters Clemens Breißmann (1905)
- Zwischen den Zeiten : Roman (1906)
- Die Familie Lowositz : Roman (1908)
- Rudolf und Camilla (1910)
- Die große Pantomime (1913)
- Der Tod des Löwen (1916)
- Erste Liebe (1919)
- Nachtgespräche (1919)
- Der Versöhnungstag (1918)
- Die Siedlung : Masuren-Roman (1918)
- Die Heilung (1921)
- Briefe an Auguste Hauschner (ed. M. Beradt a L. Bloch Zavrel 1929)